# Ebedli Zoltán
Ebedli Zoltán (Budapest, 1953. október 26. –) magyar válogatott labdarúgó. Az FTC egyik legeredményesebb játékosa.

## Pályafutása

### Klubcsapatokban
A Ferencváros saját nevelésű játékosa. Bátyja Ebedli Ferenc is itt kezdte pályafutását. 1974-ben ifjúsági bajnoki címet szereztek 11 év után. Ekkor került végleg az első csapathoz olyanokkal, mint: Nyilasi, Viczkó, Takács, Kelemen, Onhausz, Rab. Ezzel a csikócsapattal vágtak neki az 1974–1975-ös KEK szezonnak, ahol a döntőig meneteltek. 1984-ig a Fradi meghatározó játékosa volt. Nyilasi, Szokolai és Pogány után a csapat negyedik legeredményesebb góllövője. Ezután egy-egy idényt Újpesten szerepel, majd ismét a Ferencváros következett. Játékos pályafutása végén először Pesterzsébeten (ESMTK), majd kisebb svéd (Syrianska Föreningen, IF Södertälje) és osztrák (Oberdorf) csapatoknál játszott 1993-ig.

### A válogatottban
1976 és 1983 között a nemzeti tizenegyben 12 alkalommal szerepelt és 1 gólt szerzett.

## Sikerei, díjai
Ferencváros
- Magyar bajnokság: 
  - bajnok (2 alkalommal): 1976, 1981
  - ezüstérmes (3 alkalommal): 1979, 1982, 1983
  - bronzérmes (2 alkalommal): 1975, 1977
- Magyar Népköztársasági-kupa:
  - győztes (2 alkalommal): 1976, 1978
  - döntős (2 alkalommal): 1977, 1979
- KEK:
  - döntős (1 alkalommal): 1974-1975
- BEK: 
  - nyolcaddöntős (1 alkalommal): 1976-1977
- az FTC örökös bajnoka (1981)

## Statisztika

### Mérkőzései a válogatottban
| Magyarország | Magyarország         | Magyarország                       | Magyarország | Magyarország | Magyarország  | Magyarország | Magyarország | Magyarország |
| #            | Dátum                | Helyszín                           | Hazai        | Eredmény     | Vendég        | Kiírás       | Gólok        | Esemény      |
| ------------ | -------------------- | ---------------------------------- | ------------ | ------------ | ------------- | ------------ | ------------ | ------------ |
|              | 1976. február 4.     | Mexikóváros                        | Mexikó       | 4 – 1        | Magyarország  | barátságos   | -            |              |
| 1.           | 1976. március 27.    | Budapest, Népstadion               | Magyarország | 2 – 0        | Argentína     | barátságos   | -            |              |
| 2.           | 1976. április 17.    | Banja Luka                         | Jugoszlávia  | 0 – 0        | Magyarország  | barátságos   | -            | 69'          |
| 3.           | 1976. június 12.     | Budapest, Népstadion               | Magyarország | 2 – 0        | Ausztria      | barátságos   | -            |              |
| 4.           | 1976. szeptember 8.  | Stockholm, Råsunda Stadion         | Svédország   | 1 – 1        | Magyarország  | barátságos   | 1            | 23' 72'      |
| 5.           | 1976. október 9.     | Athén                              | Görögország  | 1 – 1        | Magyarország  | vb-selejtező | -            |              |
| 6.           | 1976. október 13.    | Bécs, Práter stadion               | Ausztria     | 2 – 4        | Magyarország  | barátságos   | -            |              |
| 7.           | 1977. február 9.     | Lima                               | Peru         | 3 – 2        | Magyarország  | barátságos   | -            | 70'          |
| 8.           | 1977. február 22.    | Puebla                             | Mexikó       | 1 – 1        | Magyarország  | barátságos   | -            | 70'          |
| 9.           | 1977. február 27.    | Buenos Aires, Boca Juniors Stadion | Argentína    | 5 – 1        | Magyarország  | barátságos   | -            | 38'          |
| 10.          | 1979. szeptember 12. | Nyíregyháza                        | Magyarország | 2 – 1        | Csehszlovákia | barátságos   | -            | 78'          |
| 11.          | 1979. szeptember 26. | Bécs, Práter-stadion               | Ausztria     | 3 – 1        | Magyarország  | barátságos   | -            |              |
| 12.          | 1983. május 15.      | Budapest, Népstadion               | Magyarország | 2 – 3        | Görögország   | Eb-selejtező | -            |              |
|              | Összesen             |                                    |              | 12           | mérkőzés      |              | 1            | gól          |